# Vinosa (pera)
Vinosa, es el nombre de una variedad cultivar de pera europea Pyrus communis. Esta pera está cultivada en la colección de la Estación Experimental Aula Dei (Zaragoza). Esta pera también está cultivada en diversos viveros entre ellos algunos dedicados a conservación de árboles frutales en peligro de desaparición. Esta pera variedad muy antigua es originaria de España, en San Bartolomé de la Torre provincia de Huelva (comunidad autónoma de Andalucía), y tuvo su mejor época de cultivo comercial antes de la década de 1960, y actualmente en menor medida aún se encuentra.

## Historia
En España 'Vinosa' está considerada incluida en las variedades locales autóctonas muy antiguas, cuyo cultivo se centraba en comarcas muy definidas. Se caracterizaban por su buena adaptación a sus ecosistemas y podrían tener interés genético en virtud de su adaptación. Se encontraban diseminadas por todas las regiones fruteras españolas, aunque eran especialmente frecuentes en la España húmeda. Estas se podían clasificar en dos subgrupos: de mesa y de cocina (aunque algunas tenían aptitud mixta).
'Vinosa' es una variedad clasificada como de mesa, se utiliza también en la cocina, difundido su cultivo en el pasado por los viveros comerciales y cuyo cultivo en la actualidad se ha reducido a huertos familiares y jardines privados.

## Características
El peral de la variedad 'Vinosa' tiene un vigor medio; florece a finales de abril; tubo del cáliz en embudo con conducto corto, medianamente ancho.
La variedad de pera 'Vinosa' tiene un fruto de tamaño pequeño; forma turbinada, piriforme o calabaciforme, cuello más o menos marcado, apuntado y formando repliegue hacia el pedúnculo, simétrica o asimétrica, en algunos casos con un surco desde el pedúnculo al ojo, contorno muy irregular, a veces deformado por dicho surco; piel lisa, poco brillante; color de fondo verde aceitunado con zonas amarillo dorado, generalmente sin chapa, rara vez ligera chapa sonrosada, presenta un punteado abundante, menudo, amarillento, "russeting" (pardeamiento áspero superficial que presentan algunas variedades) débil; pedúnculo de longitud muy largo, fino, apenas engrosado en su extremo y ligeramente carnoso y formando repliegues en la base que se confunde con el fruto, parcialmente ruginoso-"russeting" con lenticelas blanquecinas y a veces señales de yemas u hojas, recto, curvo o retorcido, implantado generalmente derecho, como prolongación del fruto, cavidad peduncular nula; anchura de la cavidad calicina medianamente ancha, profundidad variable, con el borde ondulado o ligeramente mamelonado; ojo grande o medio, abierto. Sépalos anteados, grandes, anchos, triangulares, extendidos en forma de estrella.
Carne de color blanco amarillento; textura medio firme, semi-granulosa; sabor amoscatelado, algo soso; corazón medio o grande, redondeado, algo pedregoso. Eje alargado, total o parcialmente relleno y lanoso, corte transversal en forma de estrella. Celdillas amplias, elípticas, próximas al eje en la parte superior, y muy separadas en la parte inferior. Semillas medianas o pequeñas, alargadas, con cuello y ganchudas en la inserción, con iniciación de espolón, color castaño rojizo.
La pera 'Vinosa' tiene una maduración en la primera quincena de julio (en E. E. Aula Dei de Zaragoza). Aguanta en buenas condiciones un mes de almacenamiento en un ambiente refrigerado. Se usa como pera de mesa fresca, en cocina, y en perada.